# Cha 110913-773444

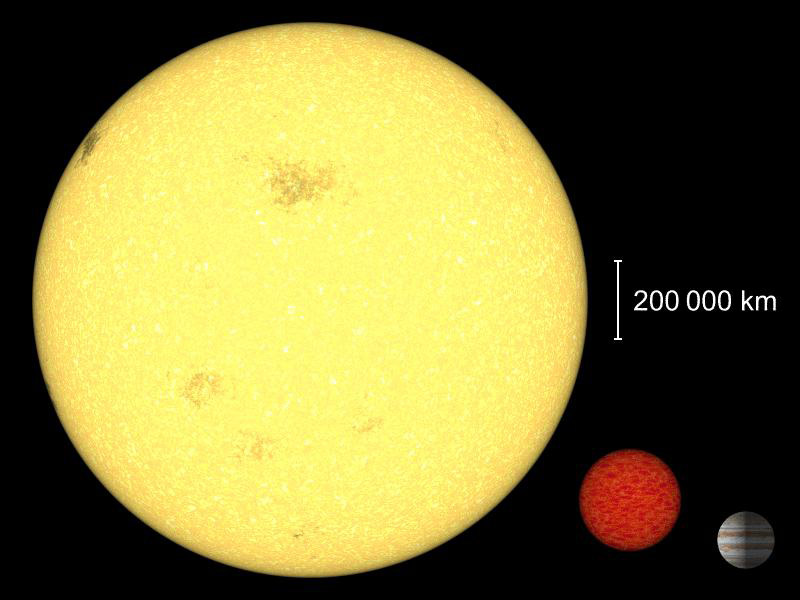
Порівняльні розміри Сонця, зірки Cha 110913-773444 і Юпітера.

Cha 110913—773444 — астрономічний об'єкт в сузір'ї Хамелеона в оточенні протопланетного диска на відстані 500 світлових років від Землі, що являє собою планетарну систему, що зароджується. Вона є найменшою відомою системою такого типу: її розмір у 100 разів менше Сонячної системи. У науковому співтоваристві немає консенсусу щодо того, як класифікувати центральний об'єкт системи, — як субкоричневий карлик або планету-сироту.
Об'єкт було виявлено командою вчених на чолі з Кевіном Луманом з Університету штату Пенсільванія за допомогою космічних телескопів Спітцер і Габбл, а також двох наземних телескопів, розташованих у чилійських Андах.
Вік Cha 110913-773444 оцінюється приблизно у 2 млн років, маса об'єкта приблизно в 8 разів перевищує масу Юпітера.